# Список советских и российских лауреатов и номинантов на премию «Оскар»
Настоящий список включает в себя лауреатов и номинантов на премию «Оскар» — уроженцев СССР и России.

## Лучшая мужская роль
| Год  | Имя        | Фильм      | Статус | Комментарии |
| ---- | ---------- | ---------- | ------ | --- |
| 1956 | Юл Бриннер | Король и я | Победа | Являлся советским гражданином и впоследствии стал гражданином США. Первый актёр российского происхождения-лауреат. |

## Лучшая мужская роль второго плана
| Год  | Имя               | Фильм            | Статус    | Комментарии |
| ---- | ----------------- | ---------------- | --------- | --- |
| 1936 | Миша Ауэр         | Мой слуга Годфри | Номинация | Первый актёр российского происхождения-номинант.                                                                                  |
| 1945 | Михаил Чехов      | Заворожённый     | Номинация | Второй актёр российского происхождения-номинант.                                                                                  |
| 1977 | Михаил Барышников | Поворотный пункт | Номинация | Являлся советским гражданином и впоследствии стал гражданином США. Актёр русского происхождения-третий номинант в этой категории. |
| 2024 | Юрий Борисов      | Анора            | Номинация | Первый российский актёр-номинант в целом и четвёртый номинант в этой категории.                                                   |

## Лучшая женская роль второго плана
| Год  | Имя             | Фильм          | Статус    | Комментарии                                                   |
| ---- | --------------- | -------------- | --------- | ------------------------------------------------------------- |
| 1936 | Мария Успенская | Додсворт       | Номинация | Первая актриса российского происхождения-номинант.            |
| 1939 | Мария Успенская | Любовный роман | Номинация | Первая актриса российского происхождения-двукратный номинант. |
| 1964 | Лиля Кедрова    | Грек Зорба     | Победа    | Первая актриса российского происхождения-лауреат.             |

## Лучшая режиссура
| Год       | Имя             | Фильм                          | Статус    | Комментарии                                  |
| --------- | --------------- | ------------------------------ | --------- | -------------------------------------------- |
| 1927/1928 | Льюис Майлстоун | Два аравийских рыцаря          | Победа    | Первый уроженец России-лауреат.              |
| 1929/1930 | Льюис Майлстоун | На Западном фронте без перемен | Победа    | Первый уроженец России-двукратный лауреат.   |
| 1930/1931 | Льюис Майлстоун | Первая полоса                  | Номинация | Первый уроженец России-трёхкратный номинант. |

## Лучший адаптированный сценарий
| Год     | Имя                 | Фильм                                            | Статус    | Комментарии |
| ------- | ------------------- | ------------------------------------------------ | --------- | --- |
| 1931-32 | Самюэль Хоффенштейн | Доктор Джекилл и мистер Хайд                     | Номинация | Совместно с Перси Хитом. |
| 1932-33 | Роберт Рискин       | Леди на один день                                | Номинация | |
| 1932-33 | Соня Левин          | Ярмарка штата                                    | Номинация | Совместно с Полом Грином. |
| 1934    | Роберт Рискин       | Это случилось однажды ночью                      | Победа    | |
| 1934    | Бен Хект            | Да здравствует Вилья!                            | Номинация | |
| 1936    | Роберт Рискин       | Мистер Дидс переезжает в город                   | Номинация | |
| 1937    | Морри Рискинд       | Дверь на сцену                                   | Номинация | Совместно с Энтони Вейллером. |
| 1938    | Роберт Рискин       | С собой не унесёшь                               | Номинация | |
| 1939    | Бен Хект            | Грозовой перевал                                 | Номинация | Совместно с Чарлзом Макартуром. |
| 1944    | Самюэль Хоффенштейн | Лора                                             | Номинация | Совместно с Джей Дрэтлер и Элизабет Райнхардт. |
| 1945    | Альберт Мальц       | Гордость морской пехоты                          | Номинация | [ note 1 ] |
| 1949    | Роберт Россен       | Вся королевская рать                             | Номинация | |
| 1950    | Альберт Мальц       | Сломанная стрела                                 | Номинация | |
| 1955    | Пэдди Чаефски       | Марти                                            | Победа    | |
| 1961    | Эбби Манн           | Нюрнбергский процесс                             | Победа    | |
| 1961    | Роберт Россен       | Мошенник                                         | Номинация | Совместно с Сидни Кэрролл. |
| 1962    | Владимир Набоков    | Лолита                                           | Номинация | |
| 1973    | Элвин Сарджент      | Бумажная луна                                    | Номинация | |
| 1973    | Robert Towne        | Последний наряд                                  | Номинация | |
| 1974    | Джин Уайлдер        | Молодой Франкенштейн                             | Номинация | Совместно с Мелом Бруксом. |
| 1977    | Элвин Сарджент      | Джулия                                           | Победа    | |
| 1980    | Элвин Сарджент      | Обыкновенные люди                                | Победа    | |
| 1984    | Роберт Таун         | Грейстоук: Легенда о Тарзане, повелителе обезьян | Номинация | Совместно с Майклом Остином. Из-за неудовлетворения изменениями от соавтора М. Остина в сценарии и фильмом в конечном счёте Таун был записан в титрах под псевдонимом «P.H. Vazak». |
| 2005    | Тони Кушнер         | Мюнхен                                           | Номинация | Совместно с Эриком Ротом. |
| 2012    | Тони Кушнер         | Линкольн                                         | Номинация | |

## Лучший литературный первоисточник
| Год  | Имя           | Фильм               | Статус    | Комментарии                                                             |
| ---- | ------------- | ------------------- | --------- | ----------------------------------------------------------------------- |
| 1946 | Виктор Тривас | Чужестранец         | Номинация |                                                                         |
| 1955 | Анри Труайя   | Такие разные судьбы | Номинация | Совместно с Жаном Марсаном, Жаком Перре, Анри Вернёй и Раулем Плокеном. |

## Лучший фильм на иностранном языке
| Год  | Фильм                   | Статус    | Режиссёр(ы)                                 | Комментарии                                                 | Прим.  |
| ---- | ----------------------- | --------- | ------------------------------------------- | ----------------------------------------------------------- | ------ |
| 1968 | Война и мир             | Победа    | Сергей Бондарчук                            |                                                             | [ 2 ]  |
| 1969 | Братья Карамазовы       | Номинация | Кирилл Лавров, Иван Пырьев и Михаил Ульянов |                                                             | [ 3 ]  |
| 1971 | Чайковский              | Номинация | Игорь Таланкин                              |                                                             | [ 4 ]  |
| 1972 | А зори здесь тихие      | Номинация | Станислав Ростоцкий                         |                                                             | [ 5 ]  |
| 1975 | Дерсу Узала             | Победа    | Акира Куросава                              | Совместное, советско-японское, производство.                | [ 6 ]  |
| 1978 | Белый Бим Чёрное ухо    | Номинация | Станислав Ростоцкий                         |                                                             | [ 7 ]  |
| 1980 | Москва слезам не верит  | Победа    | Владимир Меньшов                            |                                                             | [ 8 ]  |
| 1982 | Частная жизнь           | Номинация | Юлий Райзман                                |                                                             | [ 9 ]  |
| 1984 | Военно-полевой роман    | Номинация | Пётр Тодоровский                            |                                                             | [ 10 ] |
| 1992 | Урга — территория любви | Номинация | Никита Михалков                             | После распада Советского Союза первая номинация для России. | [ 11 ] |
| 1994 | Утомлённые солнцем      | Победа    | Никита Михалков                             |                                                             | [ 12 ] |
| 1996 | Кавказский пленник      | Номинация | Сергей Бодров                               |                                                             | [ 13 ] |
| 1997 | Вор                     | Номинация | Павел Чухрай                                |                                                             | [ 14 ] |
| 2007 | 12                      | Номинация | Никита Михалков                             |                                                             | [ 15 ] |
| 2014 | Левиафан                | Номинация | Андей Звягинцев                             |                                                             | [ 16 ] |
| 2017 | Нелюбовь                | Номинация | Андей Звягинцев                             |                                                             | [ 17 ] |

## Лучшая работа художника-постановщика
| Год  | Имя                                 | Фильм                     | Статус    | Комментарии                                              |
| ---- | ----------------------------------- | ------------------------- | --------- | -------------------------------------------------------- |
| 1937 | Александр Толубофф                  | Вок 1938 года             | Номинация | Номинирован в категории чёрно-белого кино.               |
| 1938 | Борис Левен                         | Рэгтайм Бэнд Александра   | Номинация | Номинирован в категории чёрно-белого кино.               |
| 1938 | Александр Толубофф                  | Алжир                     | Номинация | Номинирован в категории чёрно-белого кино.               |
| 1939 | Александр Толубофф                  | Дилижанс                  | Номинация | Номинирован в категории чёрно-белого кино.               |
| 1940 | Александр Голицын                   | Иностранный корреспондент | Номинация |                                                          |
| 1941 | Александр Голицын                   | Закат                     | Номинация |                                                          |
| 1942 | Александр Голицын                   | Арабские ночи             | Номинация |                                                          |
| 1943 | Александр Голицын                   | Призрак Оперы             | Победа    |                                                          |
| 1944 | Александр Голицын                   | Кульминация               | Номинация |                                                          |
| 1956 | Борис Левен                         | Гигант                    | Номинация |                                                          |
| 1960 | Александр Голицын                   | Спартак                   | Победа    |                                                          |
| 1961 | Борис Левен                         | Вестсайдская история      | Победа    | Номинирован в категории чёрно-белого кино.               |
| 1961 | Александр Голицын                   | Песня цветочного барабана | Номинация |                                                          |
| 1962 | Александр Голицын                   | Убить пересмешника        | Победа    |                                                          |
| 1962 | Александр Голицын                   | Этот мех норки            | Номинация |                                                          |
| 1965 | Борис Левен                         | Звуки музыки              | Номинация |                                                          |
| 1966 | Александр Голицын                   | Гамбит                    | Номинация |                                                          |
| 1966 | Борис Левен                         | Песчаная галька           | Номинация |                                                          |
| 1967 | Александр Голицын                   | Весьма современная Милли  | Номинация |                                                          |
| 1968 | Михаил Богданов и Геннадий Мясников | Война и мир               | Номинация |                                                          |
| 1968 | Борис Левен                         | Звезда!                   | Номинация |                                                          |
| 1969 | Александр Голицын                   | Милая Чарити              | Номинация |                                                          |
| 1970 | Александр Голицын                   | Аэропорт                  | Номинация |                                                          |
| 1971 | Борис Левен                         | Штамм «Андромеда»         | Номинация |                                                          |
| 1974 | Александр Голицын                   | Землетрясение             | Номинация |                                                          |
| 1981 | Патриция фон Бранденштайн           | Рэгтайм                   | Номинация | Немецкий художник-постановщик российского происхождения. |
| 1984 | Патриция фон Бранденштайн           | Амадей                    | Победа    | Немецкий художник-постановщик российского происхождения. |
| 1986 | Борис Левен                         | Цвет денег                | Номинация |                                                          |
| 1987 | Патриция фон Бранденштайн           | Неприкасаемые             | Номинация | Немецкий художник-постановщик российского происхождения. |
| 2014 | Мария Джуркович                     | Игра в имитацию           | Номинация |                                                          |

## Лучшая операторская работа
| Год  | Имя               | Фильм                         | Статус    | Комментарии |
| ---- | ----------------- | ----------------------------- | --------- | ----------- |
| 1953 | Джозеф Руттенберг | Юлий Цезарь                   | Номинация |             |
| 1954 | Борис Кауфман     | В порту                       | Победа    |             |
| 1956 | Борис Кауфман     | Куколка                       | Номинация |             |
| 1956 | Джозеф Руттенберг | Кто-то там наверху любит меня | Победа    |             |
| 1958 | Джозеф Руттенберг | Жижи                          | Победа    |             |
| 1960 | Джозеф Руттенберг | Баттерфилд, 8                 | Номинация |             |

## Лучший документальный полнометражный фильм
| Год  | Имя                              | Фильм                                  | Статус    | Комментарии |
| ---- | -------------------------------- | -------------------------------------- | --------- | ----------- |
| 1942 | Илья Копалин и Леонид Варламов   | Разгром немецких войск под Москвой     | Победа    |             |
| 1942 | Виктор Столофф                   | Маленькие острова Свободы              | Номинация |             |
| 2015 | Ден Толмор и Евгений Афинеевский | Зима в огне: борьба Украины за свободу | Номинация |             |

## Лучший короткометражный анимационный фильм
| Год  | Имя                | Фильм                              | Статус    | Комментарии |
| ---- | ------------------ | ---------------------------------- | --------- | ----------- |
| 1989 | Александр Петров   | Корова                             | Номинация |             |
| 1995 | Алексей Харитиди   | Гагарин                            | Номинация |             |
| 1997 | Александр Петров   | Русалка                            | Номинация |             |
| 1999 | Александр Петров   | Старик и море                      | Победа    |             |
| 2007 | Александр Петров   | Моя любовь                         | Номинация |             |
| 2008 | Константин Бронзит | Уборная история — любовная история | Номинация |             |
| 2015 | Константин Бронзит | Мы не можем жить без космоса       | Номинация |             |
| 2021 | Антон Дьяков       | БоксБалет                          | Номинация |             |

## Лучший игровой короткометражный фильм
| 1952 | Борис Вермонт | Свет в окне   | Победа    |
| 1953 | Борис Вермонт | Радость жизни | Номинация |

## Лучшая музыка к фильму
| Год  | Имя                                  | Фильм                        | Статус    | Комментарии                                                 |
| ---- | ------------------------------------ | ---------------------------- | --------- | ----------------------------------------------------------- |
| 1937 | Константин Бакалейникофф             | Есть о чём петь              | Номинация |                                                             |
| 1937 | Дмитрий Тёмкин                       | Потерянный горизонт          | Номинация |                                                             |
| 1937 | Борис Моррос                         | Загубленные в море           | Номинация |                                                             |
| 1938 | Борис Моррос                         | Тропические каникулы         | Номинация |                                                             |
| 1939 | Луд Глускин                          | Человек в железной маске     | Номинация |                                                             |
| 1939 | Дмитрий Тёмкин                       | Мистер Смит едет в Вашингтон | Номинация |                                                             |
| 1939 | Аарон Копленд                        | О мышах и людях              | Номинация |                                                             |
| 1940 | Аарон Копленд                        | Наш городок                  | Номинация |                                                             |
| 1940 | Арти Шоу                             | Второй хор                   | Номинация |                                                             |
| 1941 | Бернард Херрман                      | Дьявол и Дэниэл Уэбстер      | Победа    |                                                             |
| 1941 | Бернард Херрман                      | Гражданин Кейн               | Номинация |                                                             |
| 1942 | Макс Терр                            | The Gold Rush                | Номинация |                                                             |
| 1942 | Дмитрий Тёмкин                       | Корсиканские братья          | Номинация |                                                             |
| 1943 | Дмитрий Тёмкин                       | Луна и шестипенсовик         | Номинация |                                                             |
| 1943 | Аарон Копленд                        | Северная звезда              | Номинация |                                                             |
| 1943 | Константин Бакалейникофф             | Падший воробей               | Номинация |                                                             |
| 1944 | Константин Бакалейникофф             | Только одинокое сердце       | Номинация |                                                             |
| 1944 | Константин Бакалейникофф             | Выше и выше                  | Номинация |                                                             |
| 1944 | Дмитрий Тёмкин                       | Мост короля Людовика Святого | Номинация |                                                             |
| 1945 | Даниил Амфитеатров                   | Приходящая жена              | Номинация | Итало-американский композитор российского происхождения.    |
| 1946 | Бернард Херрман                      | Анна и король Сиама          | Номинация |                                                             |
| 1947 | Даниил Амфитеатров                   | Песня Юга                    | Номинация | Разделил номинацию с Полом Дж. Смитом и Чарльзом Уолкоттом. |
| 1947 | Дэвид Рэксин                         | Амбер навсегда               | Номинация |                                                             |
| 1949 | Аарон Копленд                        | Наследница                   | Победа    |                                                             |
| 1949 | Дмитрий Тёмкин                       | Чемпион                      | Номинация |                                                             |
| 1952 | Дмитрий Тёмкин                       | Ровно в полдень              | Победа    |                                                             |
| 1952 | Хершел Бурк Гилберт                  | Вор                          | Номинация |                                                             |
| 1954 | Дмитрий Тёмкин                       | Великий и могучий            | Победа    |                                                             |
| 1956 | Дмитрий Тёмкин                       | Гигант                       | Номинация |                                                             |
| 1958 | Дмитрий Тёмкин                       | Старик и море                | Победа    |                                                             |
| 1958 | Юрий Файер и Геннадий Рождественский | Балет Большого театра        | Номинация |                                                             |
| 1960 | Дмитрий Тёмкин                       | Форт Аламо                   | Номинация |                                                             |
| 1961 | Дмитрий Тёмкин                       | Пушки острова Наварон        | Номинация |                                                             |
| 1961 | Дмитрий Шостакович                   | Хованщина                    | Номинация |                                                             |
| 1963 | Дмитрий Тёмкин                       | 55 дней в Пекине             | Номинация |                                                             |
| 1964 | Дмитрий Тёмкин                       | Падение Римской империи      | Номинация |                                                             |
| 1971 | Дмитрий Тёмкин                       | Чайковский                   | Номинация |                                                             |
| 1976 | Бернард Херрман                      | Наваждение                   | Номинация |                                                             |
| 1976 | Бернард Херрман                      | Таксист                      | Номинация |                                                             |

## Лучшая песня к фильму
| Год  | Имя                           | Фильм                         | Песня                               | Статус    | Комментарии |
| ---- | ----------------------------- | ----------------------------- | ----------------------------------- | --------- | ----------- |
| 1935 | Эл Дубин                      | Золотоискатели 1935-го        | «Lullaby of Broadway»               | Победа    | [ 20 ]      |
| 1937 | Эл Дубин                      | Мистер Додд вышел прогуляться | «Remember Me»                       | Номинация | [ 21 ]      |
| 1937 | Айра Гершвин и Джордж Гершвин | Потанцуем?                    | «They Can’t Take That Away from Me» | Номинация |             |
| 1943 | Эл Дубин                      | Солдатский клуб               | «We Mustn’t Say Goodbye»            | Номинация | [ 22 ]      |
| 1944 | Айра Гершвин                  | Девушка с обложки             | «Long Ago (and Far Away)»           | Номинация |             |
| 1947 | Джозеф Майроу                 | Мама была в трико             | «You Do»                            | Номинация |             |
| 1950 | Джозеф Майроу                 | Уобаш авеню                   | «Wilhelmina»                        | Номинация |             |
| 1950 | Эл Хоффман                    | Золушка                       | «Bibbidi-Bobbidi-Boo»               | Номинация |             |
| 1952 | Дмитрий Тёмкин                | Ровно в полдень               | «The Ballad of High Noon»           | Победа    |             |
| 1954 | Айра Гершвин                  | Звезда родилась               | «The Man That Got Away»             | Номинация |             |
| 1954 | Дмитрий Тёмкин                | Великий и могучий             | «The High and the Mighty»           | Номинация |             |
| 1955 | Хай Зарет                     | Unchained                     | «Unchained Melody»                  | Номинация |             |
| 1956 | Дмитрий Тёмкин                | Дружеское увещевание          | «Friendly Persuasion»               | Номинация |             |
| 1957 | Дмитрий Тёмкин                | Дикий ветер                   | «Wild Is the Wind»                  | Номинация |             |
| 1959 | Дмитрий Тёмкин                | Молодая земля                 | «Strange Are the Ways of Love»      | Номинация |             |
| 1960 | Дмитрий Тёмкин                | Форт Аламо                    | «The Green Leaves of Summer»        | Номинация |             |
| 1961 | Дмитрий Тёмкин                | Город без жалости             | «Town Without Pity»                 | Номинация |             |
| 1963 | Дмитрий Тёмкин                | 55 дней в Пекине              | «So Little Time»                    | Номинация |             |

## Статистика побед и номинаций
| Количество побед | Количество ожидаемых побед | Количество номинаций |
| ---------------- | -------------------------- | -------------------- |
| 31               | —                          | 160                  |

## Комментарии
1. ↑  Майкл Блэнкфорт[англ.] первоначально был номинирован как автор сценария фильма «Сломанная стрела[англ.]». В то время Альберт Мальц был включён в «Чёрный список Голливуда», и чтобы его сценарий не был забракован, свою подпись под ним поставил Майкл Блэнкфорт. 3 июля 1991 года было восстановлено авторство Мальца, а имя Блэнкфорта удалено из списка номинантов.